# 한정
한정(중국어 간체자: 韩正, 정체자: 韓正, 병음: Hán Zhèng, 한자음: 한정, 1954년 4월 22일 ~ )은 중화인민공화국의 정치인이다. 2018년부터 2023년까지 당 정치국 상무위원 겸 제1부총리를 지냈으며, 2023년 국가부주석에 임명되었다.

## 이력
한정은 1954년 저장성 츠시시에서 태어났다. 1979년에 중국 공산당에 입당하였고, 1991년 공청단 상하이 당위원회 서기, 1998년부터 상하이시 부시장을 지냈다. 2003년 2월, 제12기 시 인민대표대회 제1차 회의에서 천량위 후임 시장에 당선되었다.
2006년 9월 24일, 당 중앙정치국은 천량위를 상하이 시의 모든 공직에서 해임하였고, 측근으로 있던 한정을 시당 위원회 대리로 임명했다. 한정은 2008년 1월에 열린 상하이시 인민대표대회에서 다시 시장에 선출되었다.
한정은 제16기 및 17기에서 중국공산당 중앙위원회 위원, 제18기에서 중국공산당 중앙정치국 위원 겸 상하이시 서기, 제19기에서 중국공산당 중앙정치국 상무위원이었다.